# Alberico delle Tre Fontane
Alberico delle Tre Fontane, in latino: Albericus Trium Fontium (... – dopo il 1251), è stato un monaco cristiano francese, afferente all'ordine dei cistercensi.

## Biografia
Fu autore di un Chronicon che, dalla creazione del mondo, giunge fino al 1241.
Monaco nell'Abbazia delle Tre Fontane, a lui si devono, nelle Cronache, numerosi dettagli sugli avvenimenti dei secoli XI e XII, come sulle crociate (in particolare sulla Crociata dei fanciulli), il Giubileo-indulgenza del 1208 e l'origine dell'ordine francescano. 
Si schierò a favore di Giovanni Scoto, traduttore dello pseudo-Dionigi, contro la condanna pronunciata papa Onorio III nel 1225.

## Opere
- Albericus : de Tribus Fontibus, Alberici Monachi, Trium Fontium, Chronicon, è manuscriptis nunc primum editum, Godofredo Guilielmo Leibnitio (Gottfried Wilhelm Leibniz), Lipsiae, Impensis Nicolai Försteri, 1698.
- Albericus : de Tribus Fontibus, Alberici Monachi, Trium Fontium, Chronicon, è manuscriptis nunc primum editum, Godofredo Guilielmo Leibnitio (Gottfried Wilhelm Leibniz), Hannoverae, Impensis Nicolai Försteri, 1698.
- Aubry de Trois-Fontaines, Accessiones historicae quibus... continentur scriptores rerum germanicarum et aliorum, hactenus inediti sequentes, Tom. II, Alberici Monachi Trium Fontium, Chronicon..., [ed. G.G. Leibniz], sumptibus Nicolai Försteri, Hannoverae, 1700.